# 카를로스 에르난데스
카를로스 헤라르도 에르난데스 발베르데(스페인어: Carlos Gerardo Hernández Valverde, 1982년 4월 9일 ~ )는 코스타리카의 전 축구 선수로, 현역 시절 포지션은 공격형 미드필더였다.
에르난데스는 멜버른 빅토리 소속 시절 모든 대회를 통틀어 39골을 기록하며 구단 역사상 최다 득점 미드필더로 이름을 올렸다.

## 구단 경력
에르난데스는 코스타리카 1부 리그인 코스타리카 프리메라 디비시온에서 가장 중요한 선수들 중 한 명으로 자리잡았으며, 2004–05년 시즌과 2005–06년 시즌에는 리그 최다 도움을 기록했다. 그는 중거리 및 장거리에서의 뛰어난 득점 능력과 높은 수준의 시야, 기술력을 바탕으로 지역 내에서 가장 위협적인 미드필더 중 한 명으로 명성을 쌓았다.
하지만 에르난데스는 2006–07년 시즌에 부상에 시달렸고, 이는 체중 증가로도 이어졌다. 컨디션을 회복하기 위한 시도로 그는 A리그 클럽인 멜버른 빅토리로 임대되었다.

### 멜버른 빅토리
2007년 6월 12일, 멜버른 빅토리는 에르난데스가 LD 알라후엘렌세로부터 2년 임대 계약으로 오스트레일리아 클럽에 합류했다고 공식 발표했다. 그는 2007년 7월 28일, 퍼스 글로리와의 경기에서 첫 선발 출전하며 멜버른 빅토리에서의 첫 골을 기록하기 전, 1–0으로 패한 뉴캐슬 제츠와의 A리그 프리시즌 컵 경기에서 70분에 교체 투입되어 클럽 데뷔 전을 치렀다.
멜버른에서의 첫 시즌 초반, 그는 일부 멜버른 팬들로부터 '과체중'이라는 비판을 받았다. 에르난데스는 2007년 10월 21일, 도클랜즈 스타디움에서 열린 퍼스 글로리와의 경기에서 멜버른 빅토리 소속으로 리그 첫 골을 기록하며 팀의 2–1 홈 승리를 도왔다.

### 웰링턴 피닉스
2013년 2월, 에르난데스는 뉴질랜드 A리그 클럽인 웰링턴 피닉스와 2년 계약을 체결했다. 그는 프라야그 유나이티드와의 계약이 종료된 6월에 피닉스에 합류했다.
2013–14년 시즌에 에르난데스는 21경기에 출전해 7골을 기록했으며, 이는 팀 동료이자 코스타리카 국가대표인 케니 쿠닝엄과 같은 득점 수였다.
가족들이 웰링턴에 정착하는 데 어려움을 겪자, 에르난데스는 상호 합의 하에 웰링턴 피닉스에서 계약 해지되었다.

## 국가대표팀 경력
그는 아르헨티나에서 열린 U-20 세계 청소년 축구 선수권 대회에서 뛰었으며, 2004년 하계 올림픽에서는 U-23 국가대표팀으로 나라를 대표하는 등 여러 연령대에서 코스타리카 국가대표팀의 중요한 선수였다. 그는 또한 성인 국가대표팀에서 40경기에 출전했으며, 2006년 FIFA 월드컵 예선에서 몇몇 중요한 골을 넣었다. 이 플레이메이커는 독일의 2006년 FIFA 월드컵 명단에도 포함되었으나, 조별 리그에서 에콰도르와 폴란드를 상대로 두 번 교체 출전하는 데 그쳤다. 그는 마지막 국제 경기였던 프랑스 국가대표팀과의 경기에서 25미터 거리에서 왼쪽 골대 쪽으로 강력한 슛을 성공시켰다.